# Полет 759 на „Пан Ам“
Полет 759 на „Пан Ам“ е редовен вътрешен пътнически полет от международното летище „Маями“, Маями, Флорида, до международното летище „Сан Диего“, Сан Диего, Калифорния, с междинни кацания на международно летище „Ню Орлиънс“, Кенър, Луизиана и международното летище „Маккарън“, Парадайс, Невада, Съединените американски щати. На 9 юли 1982 г. самолетът „Боинг 727-235“, който изпълнява полета, се разбива в предградието на Ню Орлиънс Кенър и убива всички 138 пътници, 7 члена на екипажа на борда и още 8 души на земята. Въпреки прогнозата за турбуленция, заледяване и срязване на вятъра, не са издадени предупреждения за лошо време в района.
Националният съвет по безопасност на транспорта определя, че вероятната причина за инцидента е микровзривов и срязване на вятъра по време на излитане, което налага низходящо течение и насрещен вятър, който намалява. В такива условия, пилотът е затруднен да разпознае ситуацията и да реагира навреме, за да спре падането на самолета. Технологиите по това време имат ограничена способност да откриват подобни явления. Разследването отбеляза неуспеха на правителството да „пусне правилна информация за времето през този ден и да поддържа устройства за откриване на срязване на вятъра на летището“.
В резултат на това, милиони щ. д. са изплатени като компенсации на различни семейства, засегнати от катастрофата. Този инцидент, заедно с катастрофата при полет 191 на „Делта Еър Лайнс“, който се разбива поради подобни обстоятелства три години по-късно, довежда до разработването на система за откриване и предупреждение за срязване на вятъра във въздуха и мандат на Федералната авиационна администрация да инсталира системи за откриване на такива явления на летищата и на борда на самолетите в Съединените американски щати до 1993 г.